# حس عملی
حس عملی  کتابی است از پی‌یر بوردیو، جامعه‌شناس فرانسوی که در سال ۱۹۸۰ توسط انتشارات مینویی در مجموعه لیبر منتشر شد.

## مضمون
عادت‌واره عبارت است از "نظامی از آمادگی های بادوام و قابل جابجایی، ساختارهای ساختاریافته ای که به عنوان ساختارهای ساختاردهنده عمل می‌کنند، به قولی، به عنوان اصلی که اعمال و بازنمایی ها را تولید و سازماندهی می‌کند". فرد طرح‌واره های تفکر و عمل را در بدن خود گنجانده است، بنابراین عادت‌واره با آنچه به دست آمده است و به شیوه‌ای پایدار و دائمی تجسم پیدا می‌کند مطابقت دارد. افزون بر این، عادت‌واره، که ساختاردهنده است، بر شیوه عمل ما تأثیر خواهد گذاشت. مفهوم حس عملی هم از این کتاب به عاریه گرفته شده است: عادت‌واره که بازتاب یک جهان اجتماعی است، با آن تطبیق دارد و به عاملان اجازه می‌دهد، بدون نیاز به تأمل آگاهانه «تاکتیکی»، مستقیماً و بدون حتی تأمل کردن بر آن به رویدادهایی پاسخ دهند که با آن روبرو می‌شوند. بنابراین، عاملان حس عملی دارند که به عادت‌واره آنان مرتبط است.